# Thermodon

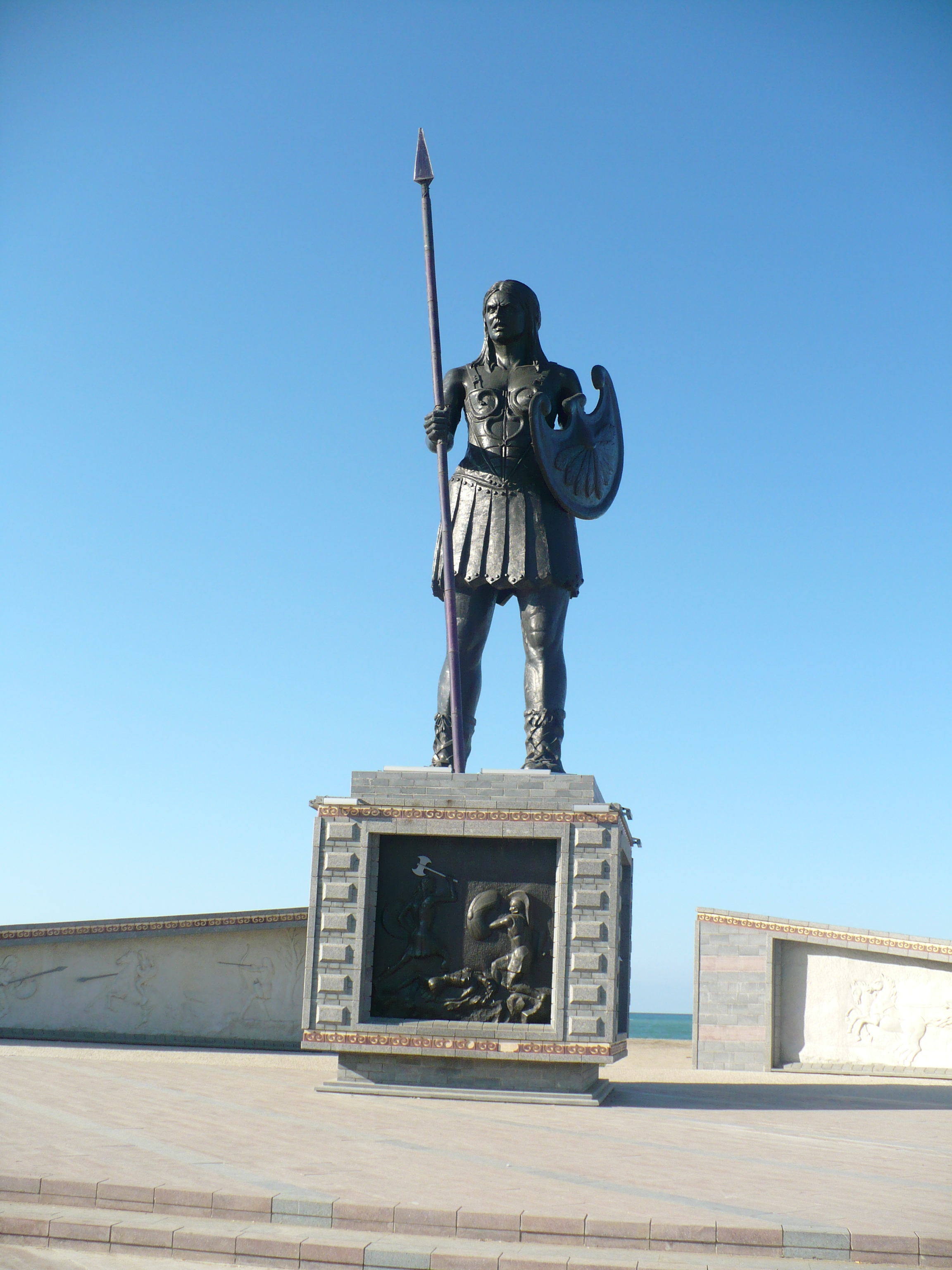
Amazone (Standbild in Samsun)

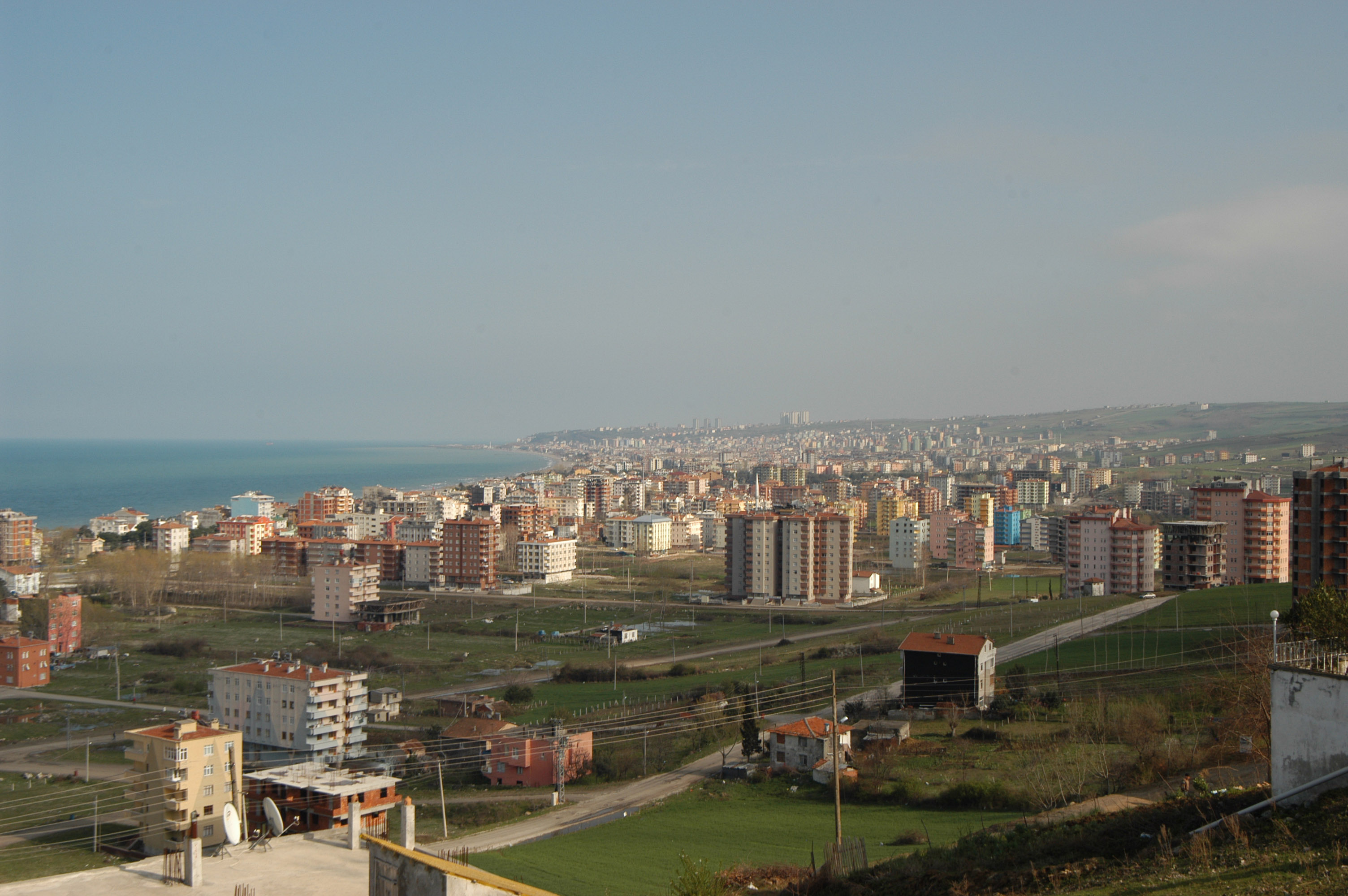
Die Küstenstadt Samsun in der türkischen Schwarzmeerregion

Der Thermodon (altgriechisch Θερμώδων Thermṓdōn) ist in der griechischen Mythologie ein Fluss, an dessen Ufern die Amazonen lebten. Der heutige türkische Name lautet Terme Çayı. Der Fluss mündet etwa 50 km östlich der Küstenstadt Samsun ins Schwarze Meer. Als Flussgott war Thermodon der Sohn des Okeanos und der Thetis. Auf Befehl des Zeus nahm er die von dem Göttervater verfolgte Sinope auf.
In antiken griechischen Mythen glich der Thermodon keinem anderen Fluss auf der Erde: Aus einer einzigen Quelle tief in den Bergen entsprungen, teilte er sich bald in viele kleinere Arme und strömte in 96 Mündungen ins Meer. An der breitesten Mündung sollten die Amazonen wohnen. Das Gebiet um den Fluss ist noch heute in sich ziemlich abgeschlossen, im Süden und Osten von unbändigen Gebirgen umgeben. Im Westen bildet der breite Fluss Yeşilırmak eine natürliche Grenze. Der Küstenraum im Norden grenzt an das Schwarze Meer; das stark versumpfte Gebiet bildet für mögliche Feinde ein natürliches Hindernis.
In der Argonautensage wagen die Helden auf dem Weg nach Kolchis nicht, in Kleinasien an der Mündung des Thermodon anzulegen. Der griechische Geschichtsschreiber Strabon berichtete gegen Ende des 1. Jahrhunderts v. Chr. in seiner Geographie, eine der vielen Gründungen der Amazonen sei die Stadt Themiskyra am Fluss Thermodon im Pontos-Gebiet in Nordost-Kleinasien gewesen. Der Geschichtsschreiber Plinius und der Dichter Apollonios von Rhodos erwähnen einen „Amazonenberg“ (Amazonius mons), an dessen Fuß der Thermodon vorbeifloss. Noch im 19. Jahrhundert hieß ein Berg der Gegend „Mason Dagh“.